# الناظورة
الناظورة، هي إحدي بلديات دائرة مهدية بولاية تيارت الجزائرية.

## الموقع الجغرافي
يحدها شمالا بلديتي عين دزاريت وسي عبد الغاني، وجنوبا بلديتي زمالة الأمير عبدالقادر وقصر الشلالة، وشرقا بلدية الرشايقة، وغربا بلدية الفايجة.

## الآثار
1. آثار بعين قوجيلة
2. آثار بمنطقة بزاز

الثقافة والفنون

## المنشآت القاعدية
- توجد بالبلدية ست مدارس ابتدائية ومتوسطتان،
- كما يوجد بها مسجدان،
- خمسة مستوصفات،
- مركزان للبريد والمواصلات
- تشهد البلدية في الآونة الأخيرة عدة مشاريع تنموية حيث استفادت من شبكة الربط بالغاز الطبيعي ومياه الشرب وتعبيد الطرق بالإضافة إلى حصة من السكنات الاجتماعية والتساهمية